# 四天王寺大学短期大学部
四天王寺大学短期大学部（日语：／ Shitennouji Daigaku Tankidaigakubu *）是一所位于日本大阪府羽曳野市的私立短期大学。

## 概要

### 简介
- 源流成立于1922年[1][2]。短期大学为于1957年开办[2]、由学校法人四天王寺学园经营。教育的基础是圣德太子的佛教思想[2]、为男女同校[3]从2003年[2]。

### 历史
- 1957年 四天王寺学园女子短期大学成立并同时设置一个学科即保健科（招生到于2007年、正式停办于2009年）于大阪市天王寺区[2]。
- 1958年 服装科[注 5]成立（改编为生活科学科于1983年）。
- 1962年 食物科成立（改名为食物营养科。以后招生到于1982年、正式停办于1986年）。
- 1967年 校园迁址至羽曳野市、改校名为四天王寺女子短期大学[2]。
- 1981年 改校名为四天王寺国际佛教大学短期大学部[2]。
- 1983年 英语科成立（招生到于2007年、正式停办于2009年）。
- 2001年 生活科学科分离为两个专攻、以下列举[2]。
  - 生活科学专攻
  - 生活福利专攻
- 2008年 改校名为四天王寺大学短期大学部[2]。
- 2010年 生活科学科改名为生活驾驶学科[注 1]、生活科学专攻改名为生活设计专攻[注 2][2]。

### 宪章
- 请参看四天王寺大学短期大学部的标志（页面存档备份，存于） （日語） 2014年2月19日阅览。

## 学校环境
- 校区：在大阪府羽曳野市

## 历任校长
- 西冈祖秀：现在短期大学校长[4]

## 组织

### 学科
- 生活驾驶学科[注 1]
  - 生活设计专攻[注 2]
  - 生活福利专攻
- 保育科

### 前学科
- 保健科[注 3]
- 食物营养科[注 4]
- 英语科[注 3]

### 专科
| - 没有 |

### 业余课程
| - 没有 |

### 附属机关
| - 图书馆 |

## 相关链接
- 日本短期大学列表